# Arrest Überseering
Het arrest Überseering / Nordic Construction GmbH, of kortweg Überseering-arrest is een uitspraak van het Europees Hof van Justitie
van 5 november 2002 (zaak C-208/00), inzake:
- vrijheid van vestiging van een vennootschap,
- verplaatsing van de zetel van een vennootschap naar een andere lidstaat,
- rechtsbevoegdheid en procesbevoegdheid in de lidstaat van ontvangst.

## Casus en procesverloop
Überseering BV is een besloten vennootschap naar Nederlands recht waarvan de aandelen in Duitse handen zijn overgegaan.
De procesgang begon met een vordering tot schadevergoeding wegens gebrekkige nakoming van een aannemingsovereenkomst.
De tegenpartij betwistte de rechtsbevoegdheid en procesbevoegdheid van een vennootschap naar Nederlands recht
waarvan de zetel naar Duitsland is verplaatst.

2. (...) een geding tussen Überseering BV (hierna: "Überseering"), een vennootschap naar Nederlands recht
die op 22 augustus 1990 in het handelsregister te Amsterdam en Haarlem is ingeschreven,
en Nordic Construction Company Baumanagement GmbH (hierna: NCC"), een in Duitsland gevestigde vennootschap,
ter zake van schadevergoeding wegens gebreken bij de uitvoering in Duitsland van werken die NCC voor Überseering had uitgevoerd.

6. Überseering kocht in oktober 1990 een perceel te Düsseldorf (Duitsland) (...)
Bij aannemingsovereenkomst van 27 november 1992, belastte zij NCC met de renovatie van een garage en een motel op genoemd perceel. Die werkzaamheden werden uitgevoerd, maar Überseering voerde aan dat het schilderwerk gebreken vertoonde.

7. In december 1994 verkregen twee Duitse onderdanen met verblijfplaats te Düsseldorf alle aandelen van Überseering.

8. Nadat zij NCC zonder succes had aangemaand de bij de uitvoering van de werken vastgestelde gebreken te herstellen,
stelde Überseering in 1996, op grond van de aannemingsovereenkomst, tegen NCC beroep in bij het Landgericht Düsseldorf.
Zij vorderde 1.163.657,77 DEM, vermeerderd met rente, ter vergoeding van de kosten van de herstelling van de aangevoerde gebreken en van de daardoor ontstane schade.

9. Het Landgericht verwierp dit beroep. Deze uitspraak werd bevestigd door het Oberlandesgericht Düsseldorf, dat vaststelde dat Überseering, nadat haar aandelen door twee Duitse onderdanen waren verkregen, haar werkelijke zetel naar Düsseldorf had verplaatst. Het Oberlandesgericht was van oordeel dat Überseering, als vennootschap naar Nederlands recht, in Duitsland geen rechtsbevoegdheid, en dus ook geen procesbevoegdheid had.

10. Bijgevolg verklaarde het Oberlandesgericht het beroep van Überseering niet-ontvankelijk.

11. Überseering stelde bij het Bundesgerichtshof beroep tot Revision in tegen het arrest van het Oberlandesgericht.

Het Bundesgerichtshof heeft het Hof van Justitie verzocht om een prejudiciële beslissing.
Überseering deed een beroep op het het recht van vrije vestiging van een vennootschap (in een andere lidstaat van de Europese Unie).

## Rechtsvraag
Volgens vaste rechtspraak miste Überseering in Duitsland rechtsbevoegdheid en procesbevoegdheid.
Is deze opvatting in strijd met het gemeenschapsrecht, inzonderlijk het recht op vrije vestiging? (Ja.)

4. Volgens vaste rechtspraak van het Bundesgerichtshof (...) moet de rechtsbevoegdheid van een vennootschap worden beoordeeld op basis van het recht van de plaats waar de werkelijke zetel is gevestigd (Sitztheorie" of zeteltheorie), en niet op basis van het recht van de staat waar de vennootschap is opgericht (Gründungstheorie" of oprichtingstheorie). Dit beginsel geldt ook wanneer een vennootschap haar werkelijke zetel naar Duitsland verplaatst na in een andere staat rechtsgeldig te zijn opgericht.

5. Aangezien de rechtsbevoegdheid van een dergelijke vennootschap op basis van het Duitse recht moet worden beoordeeld, kan deze vennootschap geen draagster van rechten en plichten zijn en niet optreden in rechte, tenzij zij in Duitsland opnieuw wordt opgericht op een wijze die rechtsbevoegdheid naar Duits recht met zich brengt.

## Uitspraak Hof
Na overdracht van de aandelen is Überseering naar Nederlands recht nog steeds een rechtspersoon met procesbevoegdheid.
De weigering om Überseering naar Duits recht te beschouwen als rechtspersoon met procesbevoegdheid
is in strijd met het gemeenschapsrecht, nl. in strijd met het recht op vrije vestiging.

76. Gelet op het voorgaande is Überseering gerechtigd zich met een beroep op haar vrijheid van vestiging te verzetten tegen de weigering haar naar Duits recht te beschouwen als een rechtspersoon met procesbevoegdheid.

[dictum] 1. De artikelen 43 EG en 48 EG verzetten zich ertegen dat, wanneer een vennootschap die overeenkomstig de wetgeving van een lidstaat is opgericht en er haar statutaire zetel heeft, volgens het recht van een andere lidstaat wordt geacht haar werkelijke bestuurszetel naar die staat te hebben verplaatst, laatstbedoelde staat niet de rechtsbevoegdheid van de betrokken vennootschap erkent en dus evenmin haar procesbevoegdheid erkent om voor de nationale rechterlijke instanties van die staat haar aanspraken uit een overeenkomst met een in die staat gevestigde vennootschap geldend te maken.

2. Wanneer een vennootschap die overeenkomstig de wetgeving van een lidstaat is opgericht en er haar statutaire zetel heeft, haar vrijheid van vestiging in een andere lidstaat uitoefent, moet laatstbedoelde staat overeenkomstig de artikelen 43 EG en 48 EG de rechtsbevoegdheid en, bijgevolg, de procesbevoegdheid die deze vennootschap aan het recht van de staat van oprichting ontleent, erkennen.

## Betekenis
Dit arrest is een bevestiging van het Centros-arrest (1999).
Beide arresten vinden een bevestiging in het arrest Kamer van Koophandel/Inspire Art (2003).

## Twee eerdere arresten
In het arrest (en in de conclusie van de advocaat-generaal) worden twee eerdere arresten van het Hof uitgebreid besproken.
In beide arresten wilde men de (werkelijke) zetel van een vennootschap naar een andere lidstaat verplaatsen:
- Daily Mail and General Trust (1988)[4] – Daily Mail wilde haar zetel naar Nederland verplaatsen, vanwege een gunstig fiscaal regiem, met behoud van haar rechtspersoonlijkheid in de lidstaat van oprichting. De bevoegde instantie in de lidstaat van oprichting heeft de vereiste toestemming geweigerd.
- Centros (1999) – Centros Ltd wenste erkenning als rechtspersoon in het land van ontvangst (Denemarken). De inschrijving in het handelsregister mocht niet worden geweigerd.

Het arrest Überseering is een bevestiging van het Centros-arrest, terwijl het Daily Mail-arrest voor deze casus niet relevant is.